# Spongites
Spongites, rod crvenih algi iz porodice Spongitaceae, dio potporodice Neogoniolithoideae. Postoji 11 priznatih vrsta, jedna je fosilna.
Rod je opisan 1841.; tipična je vrsta morska alga S. fruticulosus.

## Vrste
1. Spongites absimilis (Foslie & M.Howe) Afonso-Carrillo
2. †Spongites albanensis (Me.Lemoine) J.C.Braga, Bosence & Steneck
3. Spongites colliculosus (Masaki) Maneveldt & Keats
4. Spongites discoideus (Foslie) D.Penrose & Woelkerling
5. Spongites fruticulosus Kützing - tip
6. Spongites hyperellus (Foslie) Penrose
7. Spongites impar (Foslie) Y.M.Chamberlain
8. Spongites sulawesiensis Verheij
9. Spongites tunicatus D.L.Penrose
10. Spongites verruculosus Zeller
11. Spongites yendoi (Foslie) Y.M.Chamberlain